# CBGB
CBGB (skraćenica za engl. Country, BlueGrass, and Blues) je bio noćni klub, smešten u južnom delu njujorške opštine Menhetn. Osnovao ga je u decembru 1973. Hilly Kristal s namerom da pruži pozornicu izvođačima kantrija, blugrasa i bluza. Umesto toga je, međutim, postao omiljeno mesto pank i novotalasnih bendova, kao što su:  i Talking Heads. Od ranih 1980-ih je postao poznat po hardkor pank bendovima kao: Agnostic Front, Murphy's Law, U.S. Chaos, Cro-Mags, Warzone, Gorilla Biscuits, Sick of It All i Youth of Today. Godine 2006. je zatvoren zbog spora oko plaćanja najamnine.

## Literatura
- Beeber, Steven (2006). The Heebie-Jeebies at CBGB's: A Secret History of Jewish Punk. Chicago: Chicago Review Press. ISBN 978-1-55652-613-8.
- Brazis, Tamar (ed.). CBGB & OMFUG: Thirty Years from the Home of Underground Rock (1st ed.). New York: Harry N. Abrams, Inc., Publishers. 2005.  978-0-8109-5786-2.
- Heylin, Clinton. From the Velvets to the Voidoids (2nd ed.). Eastbourne, East Sussex: Gardners Books. 2005.  978-1-905139-04-0.
- Kozak, Roman (1988). This Ain't No Disco: The Story of CBGB. Boston: Faber and Faber. ISBN 978-0-571-12956-0.
- CBGB featured in a promotional ad during the bid for New York City to host the Olympic games in 2012.
- CBGB is featured as the only non-fictional venue in the 2010 rhythm game Guitar Hero: Warriors of Rock. A replica of the club was opened for one night only at Paramount Studios for the game's launch party. Guitar Hero launch party on the Paramount backlot – Soundgarden Performs

## Spoljašnje veze
- [http://nymag.com/nymetro/arts/music/features/12023/index.html
- [http://www.nytimes.com/2006/10/14/opinion/14rhell.html